# ألينا زاغيتوفا
ألينا إيلنازوفنا زاغيتوفا (الروسية:Али́на Ильна́зовна Заги́това التتارية:Alinä İlnaz qızı Zahitova ، من مواليد 18 مايو 2002) لاعبة تزلج على الجليد روسية فازت بالميدالية الذهبية في فردي تزلج على الجليد في دورة الألعاب الأولمبية الشتوية 2018 إضافة إلى الميدالية الذهبية في فردي تزلج على الجليد في البطولة العالمية 2018 ، البطولة الأوروبية 2018 ، البطولة النهائية للجائزة الكبرى 2017-2017 والبطولة الوطنية الروسية 2018.

## روابط خارجية
- ألينا زاجيتوفا على موقع الاتحاد الدولي للتزلج (الإنجليزية)
- ألينا زاجيتوفا على موقع اللجنة الأولمبية الدولية (الإنجليزية)
- ألينا زاجيتوفا على موقع أوليمبيديا (الإنجليزية)